# Стихия огня
«Стихи́я огня́» — седьмой студийный альбом российской хеви-метал группы «Легион», который вышел на лейбле CD-Maximum в 2004 году.
Песня «Игра», также вышла на сингле «Игра» 2004 года как в русскоязычной, так и в англоязычной версиях.

## Список композиций
| №   | Название         | Текст песни  | Музыка                    | Длительность |
| --- | ---------------- | ------------ | ------------------------- | ------------ |
| 1.  | «Рыцарь легиона» | А. Афанасьев | А. Булгаков               | 5:57         |
| 2.  | «Фантазия»       | А. Семёнова  | А. Булгаков               | 4:38         |
| 3.  | «Птица»          | А. Афанасьев | А. Булгаков               | 3:47         |
| 4.  | «Выбор»          | А. Семёнова  | А. Булгаков               | 4:26         |
| 5.  | «Ночь»           | А. Семёнова  | А. Булгаков               | 5:02         |
| 6.  | «Стихия огня»    | А. Афанасьев | А. Булгаков               | 6:11         |
| 7.  | «Рассвет»        | -            | С. Бокарёв                | 4:48         |
| 8.  | «Зеркала»        | А. Афанасьев | А. Булгаков               | 4:14         |
| 9.  | «Звезда»         | А. Афанасьев | А. Булгаков, А. Орлов     | 4:54         |
| 10. | «Игра» (бонус)   | А. Елин      | А. Булгаков, А. Голованов | 3:57         |

## Участники записи
- Алексей Булгаков — вокал
- Сергей Бокарёв — гитара
- Станислав Козлов — бас-гитара
- Александр Орлов — клавишные
- Сергей Еранов — ударные